# Puchary Wołoszczyzny (1913/1914)
Puchar Wołoszczyzny 1913/1914 – 5. sezon najwyższej klasy rozgrywkowej w Rumunii. W rozgrywkach brały udział 4 zespoły, grając systemem kołowym. Tytuł obroniła drużyna Colentina Bukareszt.

## Tabela końcowa
|   | Klub                     | M | Z | R | P | Br+ | Br- | Br+/- | Pkt | Uwagi  |
| 1 | Colentina Bukareszt      | 2 | 2 | 0 | 0 | 7   | 0   | +7    | 4   | Mistrz |
| 2 | Bukarester FC            | 2 | 0 | 1 | 1 | 1   | 3   | -2    | 1   |        |
| 3 | Cercul Atletic Bukareszt | 2 | 0 | 1 | 1 | 1   | 6   | -5    | 1   |        |
| 4 | Olympia Bukareszt        | 0 | 0 | 0 | 0 | 0   | 0   | 0     | 0   |        |